# Az én kis családom
Az én kis családom (My Family) című brit televíziós sorozat a Harper család életét mutatja be, akik Chiswickben, a Lancaster Road 78. alatt élnek. A főszereplők Robert Lindsay, mint Ben Harper, a főszereplő fogorvos, Zoë Wanamaker mint a felesége, Susan, és Kris Marshall, Daniela Denby-Ashe és Gabriel Thomson, a gyermekeik, Nick, Janey és Michael. A sorozat a család mindennapjait mutatja be.
Magyarországon az RTL Klub adta először Apám, a fogdoki címmel az első két évadot. Később a Comedy Central sugározta a sorozatot, az első két évadot az RTL Klubos szinkronnal, de módosított főcímmel. 2020. május 18.-tól a TV2 Comedy is leadja a sorozatot. 
2016. szeptember 18-a óta Magyarországon az M5 eredeti nyelven, angol felirattal tűzi műsorra.

## Szereplők
- Ben Harper - (Robert Lindsay) egy szarkasztikus fogorvos. Nincsenek barátai, csak Charly (Chralotte). Minden este iszik egy-két pohár whiskyt. Sokszor néz futballmeccset, egyszer focipályaföldet is rendelt.
- Susan Harper - (Zoë Wanamaker) Ben felesége, aki borzalmasan főz. Eleinte idegenvezetőként dolgozik a Tate Modernben, majd egy galériában dolgozik tovább.
- Janey Harper - (Daniela Denby-Ashe) Ben és Susan lánygyermeke, aki mindig divatosan öltözködik. A harmadik évad elején a Manchesteri Egyetemen kezd tanulni, itt esik teherbe. Fia, Kenzo Harper.
- Michael Harper - (Gabriel Thomson) Ben és Susan kisebb fia. Mindenre tudja a választ, bár egy időben nem járt be tanításra.
- Abi Bailey (Harper) – (Siobhan Hayes) Ben unokahúga, később Roger Bailey felesége. Egy kicsit bolondos. A 8. évad végén apáca lesz.
- Nick Harper – (Kris Marshall) Ben és Susan nagyfia. Szinte minden munkát kipróbált már, kevés sikerrel. (Susan: „Milyen volt a napod, Nick?” Nick: „Csak a szokásos: első nap a munkahelyen: dolgoztam, kirúgtak.”) (A párbeszéd nem teljesen pontos.)
- Roger Bailey – (Keiron Self) walesi fogorvos, a Ben rendelője fölötti rendelőt bérli. A hetedik évadban Abi Harperrel összeházasodik.
- Alfie Butts – (Rhodri Meilir) szintén walesi, Nick régi barátja. A hatodik évad karácsonyi különkiadásában költözött a Harper-házba. A hetedik évadban megnyerte a Leggyengébb láncszem című brit vetélkedőt.

## Mellékszereplők
- Brigitte McKay: Ben asszisztense az első évadban
- Grace Riggs: Susan édesanyja
- Buta Brian: Janey barátja (1-2. évad)
- Fiona: Michael barátnője

## Fordítás
- Ez a szócikk részben vagy egészben  a   My Family című angol Wikipédia-szócikk ezen változatának fordításán alapul.  Az eredeti cikk szerkesztőit annak laptörténete sorolja fel. Ez a jelzés csupán a megfogalmazás eredetét és a szerzői jogokat jelzi, nem szolgál a cikkben szereplő információk forrásmegjelöléseként.